# Bonaventura Secusio
Bonaventura Secusio, battezzato Ottavio (Caltagirone, 1558 – Catania, 29 marzo 1618), è stato un patriarca cattolico italiano.

## Biografia
Nacque a Caltagirone, nel Regno di Sicilia, nel 1558 da Enrico e da Agata Maynardi. Per lui, figlio terzogenito di una famiglia del patriziato locale attiva da oltre un secolo nelle magistrature cittadine, si aprì a quel punto la strada della carriera ecclesiastica.
Iniziò i suoi studi nel 1570, presso il collegio dei gesuiti della sua città natia, per proseguirli poi tra il 1575 e il 1576 nell'Università di Catania. A diciott'anni entrò nel convento di Santa Maria del Gesù dell'Ordine dei frati minori di Caltagirone, ove prese i voti col nome di fra Bonaventura. Nel breve volgere di qualche anno ottenne ogni possibile avanzamento di grado: fu lettore, maestro dei novizi, custode, definitore, provinciale. Nel 1586 affiancò l'arcivescovo di Palermo come teologo episcopale e visitatore generale della diocesi. Fu quindi nominato segretario del generale dei minori osservanti e predicatore quaresimale a Roma, avendo modo così di farsi notare e apprezzare anche da papa Clemente VIII.
Il 4 giugno 1593, il capitolo dei frati minori osservanti riunito a Valladolid lo nominò ministro generale dell'Ordine, carica in quegli anni fortemente manovrata e appannaggio della Corona ispanica. Nei sei anni e mezzo in cui ricoprì quel ruolo, cui si aggiunsero, Secusio soggiornò a lungo in Spagna e presso la corte. Si adoperò per la costituzione di una nuova provincia del suo Ordine nei regni della Nuova Spagna nonché per la diffusione di altri insediamenti dei frati minori osservanti in Francia e nei Paesi Bassi, territori a ragione ritenuti strategici per il rafforzamento del cattolicesimo in quegli anni di nuove guerre di religione in Europa.

### La carriera diplomatica[2]
Nel 1597 si vide affidare da Clemente VIII il mandato di affiancare il neoincaricato nunzio Ottavio Mirto Frangipani nella sua azione diplomatica presso il nuovo governatore delle Fiandre spagnole, l'arciduca Alberto VII d'Asburgo. La missione rientrava nella più ampia manovra politico-diplomatica tesa dal pontefice dopo la conversione al cattolicesimo di Enrico IV, volta a imporre la mediazione di Roma ai fini di un riavvicinamento franco-spagnolo e ad assicurare in tal modo un pieno reinserimento della Santa Sede nella politica internazionale. In questa complessa trama, che confluì poi nella pace di Vervins, a giudizio unanime sia degli osservatori coevi sia della storiografia più recente, Secusio ebbe un ruolo determinante, per quanto parallelo rispetto agli attori ufficiali, ambasciatori e nunzi. Fu lui a gestire e a concludere i contatti preliminari che portarono le parti a riunirsi poi a Vervins nel maggio del 1598. In quei mesi, resi convulsi dal susseguirsi di eventi bellici che tante volte complicarono, più che facilitare, la ripresa del dialogo tra un molto anziano e oramai prossimo alla morte Filippo II e il re di Francia Enrico IV, Secusio, avvalendosi delle immunità legate alla sua carica di generale dei francescani riformati e dell'impegno che l'Ordine aveva assunto nei confronti di un rafforzamento della propria presenza nelle aree di frontiera, fece la spola tra Bruxelles e Parigi almeno sei-sette volte. Il 3 ottobre 1597 ottenne un'udienza da Enrico IV in un villaggio vicino ad Arras, dando l'avvio alle prime, più formali, trattative diplomatiche. Riuscì infine a fare accettare a un esitante Filippo II la restituzione di Calais alla Francia, vero snodo di tutta la trattativa.
Secusio costituì in definitiva la vera cerniera di tutto il negoziato, tanto da vedersi riconoscere dal papa, in virtù dei meriti acquisiti in quella circostanza, il conferimento di un canonicato a Roma e, il 10 marzo 1599, del titolo di patriarca latino di Costantinopoli.
Nelle more del trattato di Vervins era stato rimesso al papa l'arbitrato per porre fine alla guerra per il marchesato di Saluzzo, conteso da Enrico IV a Carlo Emanuele I di Savoia, un negoziato complesso che di nuovo Clemente VIII affidò alle sue capacità diplomatiche. Sotto la sua mediazione si pervenne alla stipula del trattato di Parigi, il 27 febbraio 1600, che non pose definitivamente termine al conflitto, ma procurò a Secusio il riconoscimento di Filippo III, dalle cui decisioni dipendevano in fondo quelle del duca di Savoia. Il sovrano spagnolo, dopo la ratifica della pace tra la Francia e la Savoia cui si approdò con il trattato di Lione firmato il 17 gennaio 1601 dal cardinale Pietro Aldobrandini, ma ai cui negoziati non fu estranea ancora una volta la mediazione di Secusio, ne propose la nomina a vescovo di Patti, nel Regno di Sicilia.

### L'attività pastorale
Sul piano pastorale la sua azione fu efficace almeno quanto quella che aveva svolto sul piano diplomatico. Egli realizzò in Sicilia il modello borromaico di "buon vescovo". A Messina, alla cui più prestigiosa, e più redditizia, sede episcopale fu promosso il 9 ottobre del 1605, Secusio fece erigere il seminario che avrebbe dovuto selezionare una nuova e più preparata generazione di chierici e mise mano alla riforma delle circoscrizioni parrocchiali e dei monasteri femminili. Fu anche, pare, tra i committenti di Caravaggio quando questi, dopo l'allontanamento forzoso da Roma per sfuggire ai rigori di una condanna capitale che gravava sulla sua testa e il soggiorno a Napoli e a Malta, tra il 1608 e il 1609 trascorse a Messina alcuni mesi di intensa operosità artistica.
Entrato, però, poi in conflitto per questioni di giurisdizione con le élite locali, Secusio chiese e ottenne, nel giugno del 1609, il trasferimento alla sede vescovile di Catania dove, in oltre dieci anni di governo, riuscì a impiantare vari aspetti della riforma tridentina: creazione del seminario, riforma delle parrocchie, controllo del clero secolare, fondazione di un convento del suo Ordine, avvio di importanti lavori per il rifacimento delle decorazioni interne e delle suppellettili della cattedrale ne furono le tappe più significative.
In Sicilia continuò a servire la causa politica della Corona spagnola. Ciò si rese soprattutto evidente quando, nel 1612, in qualità di presidente del braccio ecclesiastico del Parlamento Siciliano, ne perorò l'assenso alla richiesta regia di un donativo straordinario assai cospicuo, confermando ancora una volta, anche agli occhi del viceré duca d'Osuna, le sue navigate capacità negoziali.
Morì a Catania il 29 marzo 1618.

## Opere
- Statuta constitutiones et decreta pro salubri redimine totius seraphicae religiones, inseriti nella Cronologia dell’Ordine di San Francesco
- Historia pacis initae inter Philippum II Hispaniarum et Henricum IV Galliarum reges
- Costitutiones synodales Ecclesiae catanensis

## Genealogia episcopale e successione apostolica
La genealogia episcopale è:
- Cardinale Juan Pardo de Tavera
- Cardinale Antoine Perrenot de Granvelle
- Cardinale Francisco Pacheco de Villena
- Papa Leone XI
- Patriarca Bonaventura Secusio

La successione apostolica è:
- Arcivescovo Jean-François Berliet (1600)